# November 1983
Portal Geschichte | Portal Biografien | Aktuelle Ereignisse | Jahreskalender | Tagesartikel

◄ |
19. Jahrhundert |
20. Jahrhundert
| 21. Jahrhundert

◄ |
1950er |
1960er |
1970er |
1980er
| 1990er | 2000er | 2010er | ►

◄ |
1979 |
1980 |
1981 |
1982 |
1983
| 1984 | 1985 | 1986 | 1987 | ►

◄ |
August 1983 |
September 1983 |
Oktober 1983 |
November 1983 |
Dezember 1983 |
Januar 1984 |
Februar 1984 |
►
Dieser Artikel behandelt aktuelle Nachrichten und Ereignisse im November 1983.

## Tagesgeschehen

### Dienstag, 1. November 1983
- Basel, Bern, Zürich/Schweiz: Der Rundfunkveranstalter Schweizer Radio DRS startet die Ausstrahlung eines neuen Hörfunksenders, dessen Schwerpunkt auf Popmusik liegt. Das Programm DRS 3 soll jüngere Hörer ansprechen als DRS 1 und DRS 2.[1]
- Bonn/Deutschland: Der Ministerpräsident von Bayern Franz Josef Strauß (CSU) tritt sein Amt als Präsident des Bundesrates an.[2]

### Mittwoch, 2. November 1983

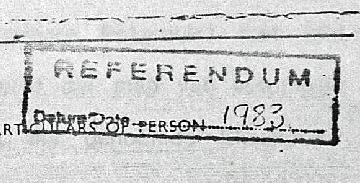
Verfassungsreferendum in Südafrika

- Pretoria/Südafrika: Eine Mehrheit von 65,95 % der teilnehmenden Stimmberechtigten befürwortet in einer Volksabstimmung die vorgeschlagenen Änderungen an der Verfassung. Das Wahlrecht liegt im Apartheidsstaat ausschließlich bei dem als kaukasisch anerkannten Teil der Bevölkerung. Die geänderte Verfassung würde Premierminister Pieter Willem Botha umfangreiche Vollmachten geben, die nach gültiger Verfassung unzulässig sind. Das Votum der Wähler ist nicht bindend.[3]

### Freitag, 4. November 1983
- Salvador/Brasilien: Im Rückspiel des Finales der 32. Copa América trennen sich die Fußballnationalmannschaften von Brasilien und Uruguay 1:1. Mit diesem Ergebnis ist Uruguay nach dem 2:0 im Hinspiel zum zwölften Mal Südamerikameister.[4]

### Montag, 7. November 1983
- München/Deutschland: Eine Niederlassung der Tankstellenkette Allguth bietet als erste kommerzielle Tankstelle in Europa Benzin ohne Tetraethyl-Blei an. Der Markenname lautet „Super bleifrei“. Öffentlichkeitswirksam setzt sich der Bundesminister des Innern Friedrich Zimmermann (CSU) dabei als Tankwart in Szene.[5]

### Mittwoch, 9. November 1983
- Amsterdam/Niederlande: Alfred Heineken, der Vorstandsvorsitzende der Brauerei Heineken, wird vor der Hauptverwaltung des Konzerns mitsamt seines Chauffeurs von Cornelis van Hout und zwei Komplizen unter Androhung von Waffengewalt entführt. Heineken ist Milliardär und vermutlich einer der reichsten Menschen in Europa.[6]

### Freitag, 11. November 1983

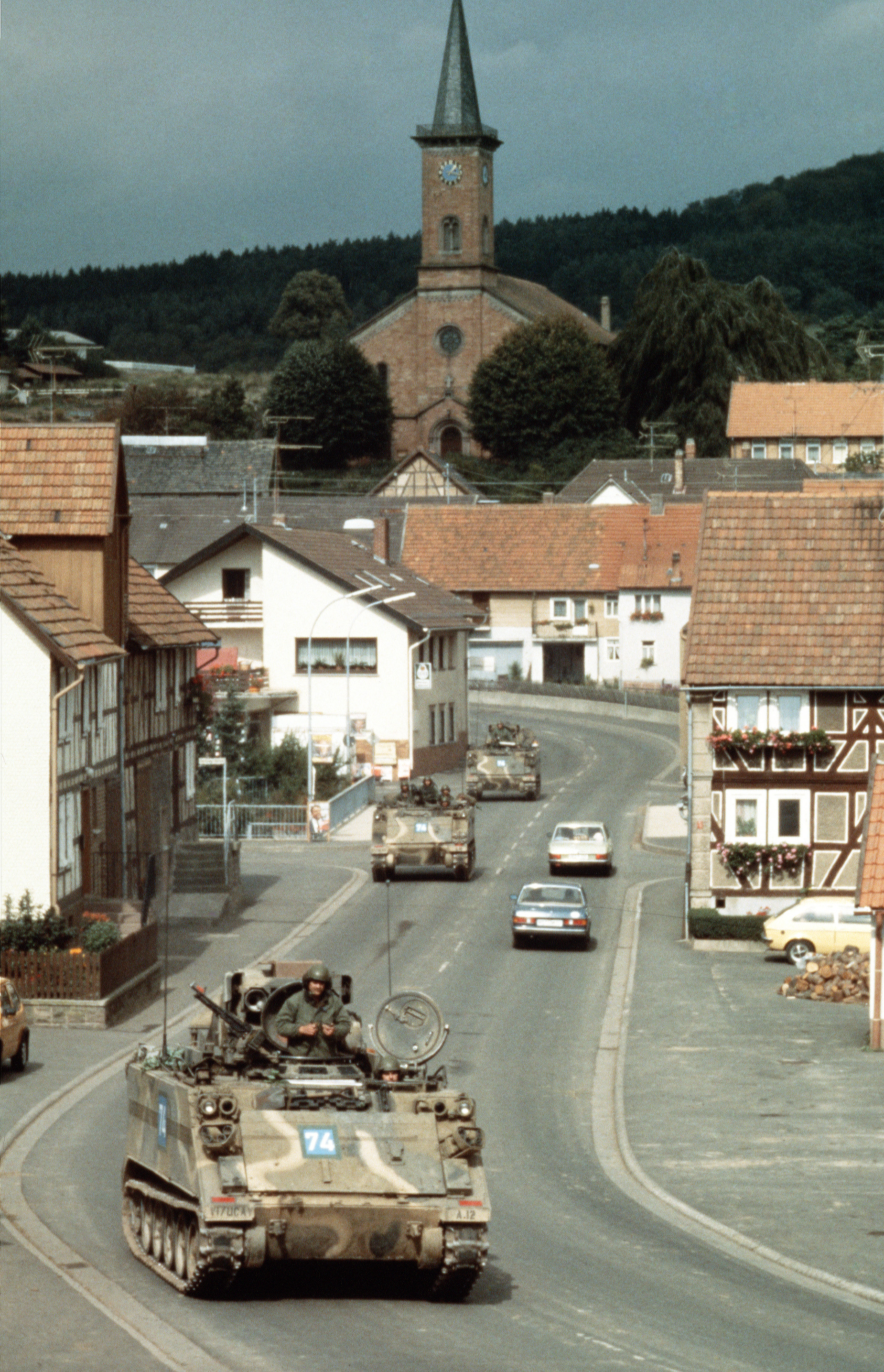
Ein Verband der U.S. Army im Dienst der NATO auf dem Weg durch das hessische Hinterland

- Mitteleuropa: Die Übung „Able Archer 83“ (deutsch „Geschickter Bogenschütze 83“) des Militärbündnisses NATO endet ohne die auf sowjetischer Seite befürchtete Eskalation. Der Doppelagent Oleg Gordijewski berichtete seinen Vorgesetzten im Vereinigten Königreich über „panische Angst“ der politischen Führung in Moskau. Tatsächlich befanden sich mit Atomwaffen bestückte Suchoi-Jagdbomber in Gefechtsbereitschaft, jedoch gehört dies bei allen NATO-Manövern zur Routine des Warschauer Pakts.[7]

### Montag, 14. November 1983
- Buxtehude/Deutschland: Die Innenstadt der Ortschaft wird im Rahmen eines Modellversuchs zur ersten Tempo-30-Zone in Deutschland erklärt.[8]

### Dienstag, 15. November 1983
- Nikosia/Zypern: Auf der griechisch dominierten Insel ruft der türkische Politiker Rauf Denktaş die Türkische Republik Nordzypern mit der Hauptstadt Lefkoşa aus. Lefkoşa ist der türkische Name für Nikosia und bezeichnet in diesem Fall den nördlichen Teil der Stadt.[9][10]

### Donnerstag, 17. November 1983
- Chiapas/Mexiko: Im Dschungel nahe der südostmexikanischen Grenze gründen bewaffnete Gegner der mexikanischen Regierung die Zapatistische Armee der Nationalen Befreiung. Ihr Kampf gilt dem Selbstbestimmungsrecht regionaler indigener Völker, z. B. der Tzotzil-Maya.[11]

### Freitag, 18. November 1983
- New York/Vereinigte Staaten: Der Sicherheitsrat der Vereinten Nationen fordert in seiner Resolution 541 die Rücknahme der Ausrufung der Türkischen Republik Nordzypern.[12]

### Samstag, 19. November 1983
- Köln/Deutschland: Der zweite Bundesparteitag der SPD nach dem erfolgreichen Misstrauensvotum des Bundestags gegen den ehemaligen Bundeskanzler Helmut Schmidt endet. Auf dem Parteitag kam es zu wüsten Szenen aus Unzufriedenheit mit Schmidts Sicherheitspolitik. Wegen des NATO-Doppelbeschlusses wurde er u. a. als „nützlicher Idiot der US-amerikanischen Angriffskrieger“ gescholten. Nur wenige Delegierte bekannten sich noch zu dem NATO-treuen sicherheitspolitischen Kurs, den die SPD unter Führung von Schmidt im Jahr 1979 einschlug.[13][14]

### Dienstag, 22. November 1983
- Bonn/Deutschland: Der Bundestag beschließt die Stationierung von zunächst neun Pershing-II-Waffensystemen in der Mutlanger Heide. Es handelt sich um nukleare Mittelstreckenraketen der Streitkräfte der Vereinigten Staaten zur Abschreckung des Warschauer Pakts.[15]

### Mittwoch, 23. November 1983
- Burnaby/Kanada: Die Lokalzeitung Burnaby Now erscheint erstmals. Genau eine Woche vorher, am 16. November 1983, war die 123 Jahre alte Zeitung The Columbian newspaper letztmalig erschienen.[16]

### Samstag, 26. November 1983
- London/Vereinigtes Königreich: Bei einem Raubüberfall erbeuten die Täter in der Nähe des Flughafens Heathrow dreieinhalb Tonnen Gold.[17]
- München/Deutschland: Die Partei Die Republikaner gründet sich. Die Mehrheit der Mitglieder verließ zuvor die CSU.[18]

### Sonntag, 27. November 1983
- Madrid/Spanien: Ein Flugzeug vom Typ Boeing 747 der Fluggesellschaft Avianca unterschreitet auf dem Flug von Paris, Frankreich, nach Bogotá, Kolumbien, mit Zwischenstopp in Madrid beim Anflug auf den Flughafen Madrid-Barajas die notwendige Flughöhe und prallt circa 12 km südöstlich ihres Ziels gegen einen Berg. Von den 192 Insassen überleben nur elf. Schon lange vor dem Zeitpunkt des Unglücks verschwand die Maschine vom Radar der Anflugkontrolle, jedoch informierten die Fluglotsen die Mannschaft an Bord darüber nicht.[19]

### Montag, 28. November 1983

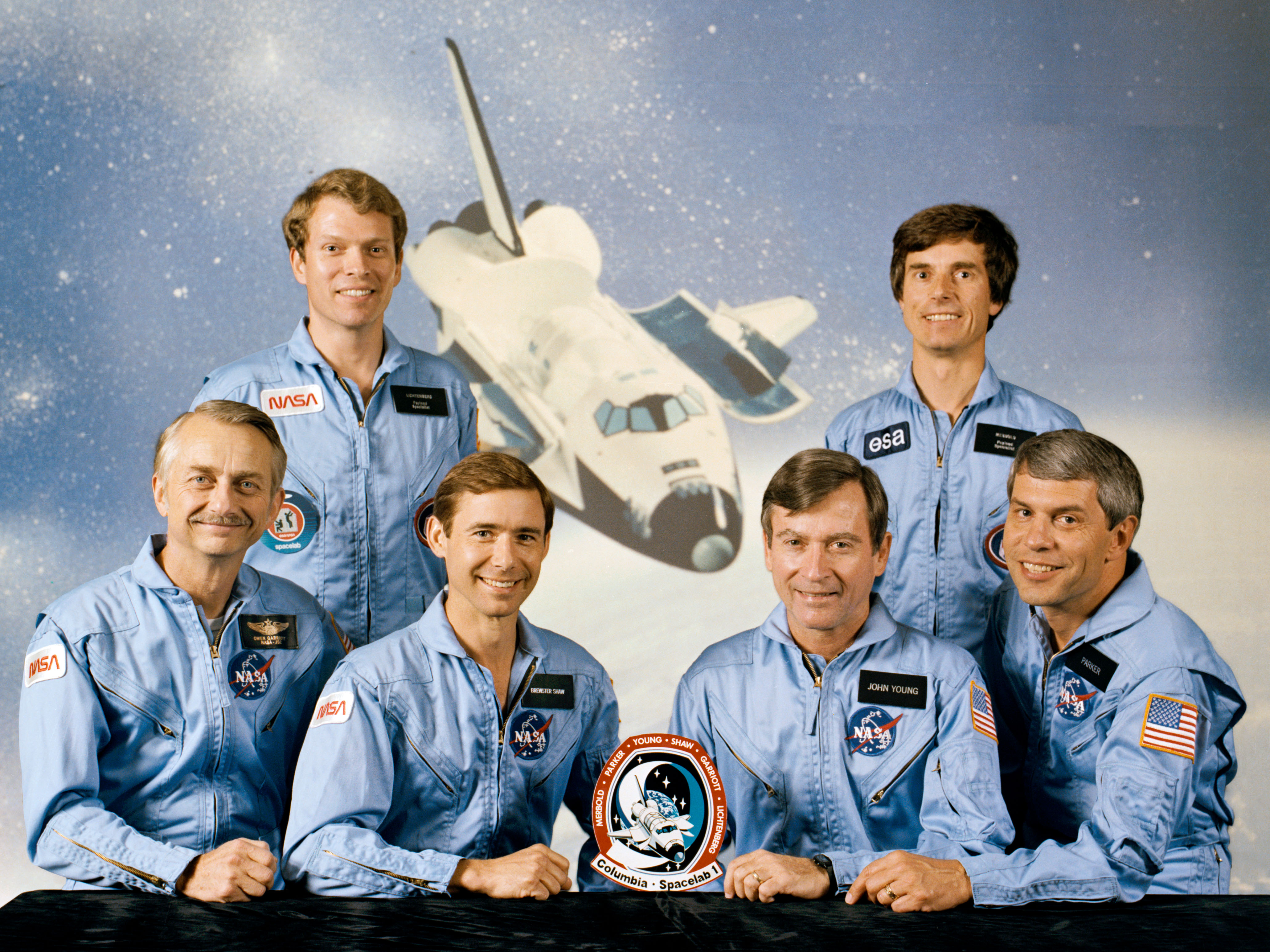
Crew der STS-9, rechts hinten Ulf Merbold

- Cape Canaveral/Vereinigte Staaten: Die Mission STS-9 bringt mit Ulf Merbold erstmals einen Raumfahrer der Europäischen Weltraumorganisation ins Weltall. Nach Sigmund Jähn aus der DDR ist Merbold der zweite Deutsche im Weltraum.[20]
- München/Deutschland: Der Landesverband Bayern e. V. im Börsenverein des Deutschen Buchhandels und die Stadt München verleihen den Literaturpreis Geschwister-Scholl-Preis an das Buch War ich ein linker Spinner? des deutschen Schriftstellers Walter Dirks.[21]

### Mittwoch, 30. November 1983
- Amsterdam/Niederlande: Die Polizei befreit den entführten Milliardär Alfred Heineken und seinen Chauffeur. Seit dem 9. November wurden die beiden Männer in einem Lagerhaus im Hafen der Stadt festgehalten. Heineken ließ zuvor ein Lösegeld in Höhe von 37 Millionen Gulden an seine Entführer auszahlen.[22]
- Irland: Der Subtyp A/H5N8 der Vogelgrippe wird erstmals nachgewiesen. Über 30.000 an Influenza erkrankte Nutztiere, d. h. Puten und Hühnerküken, werden gekeult. Eine Übertragung des Erregers auf den Menschen ist bisher nicht dokumentiert.[23]